# Bergegården
Bergegården är en ort i Björlanda i Göteborgs kommun, Västra Götalands län. Fram till och med 2005 klassade SCB orten som en småort.